# Sensus plenior
Sensus plenior es una expresión latina que significa «sentido más pleno» o «significado más completo».  Se utiliza en la exégesis bíblica para describir el supuesto significado más profundo que pretende Dios, pero no el autor humano. Walter C. Kaiser señala que el término fue acuñado por F. Andre Fernández en 1927, pero fue popularizado por Raymond E. Brown.
Brown define «sensus plenior» como

Ese significado adicional y más profundo, pretendido por Dios pero no claramente pretendido por el autor humano, que se ve que existe en las palabras de un texto bíblico (o grupo de textos, o incluso un libro entero) cuando se estudian a la luz de una revelación posterior o del desarrollo de la comprensión de la revelación.

Esto implica que se puede encontrar más significado en las Escrituras que el que pretendían los autores humanos originales, por lo que el estudio de las Escrituras que aísla un libro en particular y se preocupa solo por los detalles de la época y la situación del autor puede ser incompleto.
El «sensus plenior» corresponde a las interpretaciones rabínicas de las Escrituras hebreas, «remez» («insinuación»), «drash» («búsqueda») y/o «sod» («secreto»), mediante las cuales se extrae un significado más profundo del texto.
John Goldingay sugiere que la cita de Isaías 7:14 en Mateo 1:23 es un «ejemplo típico» de «sensus plenior». 
Los cristianos conservadores han utilizado el término para referirse a la enseñanza más amplia o completa de las Escrituras.